# Gud, när livet trasas sönder
Gud, när livet trasas sönder (engelska: God! When Human Bonds Are Broken) är en nederländsk psalm med text skriven 1988 av prästen Fred Kaan inom United Reformed Church. Prästen Per Harling skrev musik till psalmen 1992 och översatte texten till svenska 1994. Texten bygger på Matteusevangeliet 25:40.

## Publicerad i
- Hela världen sjunger 1997 som nummer 67.[1]
- Verbums psalmbokstillägg 2003 som nummer 780 under rubriken "Att leva av tro: Vaksamhet - kamp - prövning".[1]